# 加耶大站
加耶大站（：／ Gayadae yeok */?）副站名三溪（삼계），是釜山－金海輕軌的終點車站，位於韓國慶尚南道金海市三溪洞。

## 車站結構
站體為2面2線側式月台的高架車站，候車月台設有月台幕門，並有2處出口。

### 月台配置
| 長神大 ↑ |
| \| 上    |
| 起終點站 |

| 月台 | 路線              | 目的地   |
| ---- | ----------------- | -------- |
| 上行 | ●釜山－金海轻电铁 | 沙上方向 |
| 下行 | ●釜山－金海轻电铁 | 此站終着 |

## 歷史
- 2011年9月16日：落成啟用。

## 車站周邊
- 神明車輛基地
- 加耶大學（朝鲜语：가야대학교）金海校區
- 共享公園
- 三溪中學
- 三溪初等學校

## 圖片

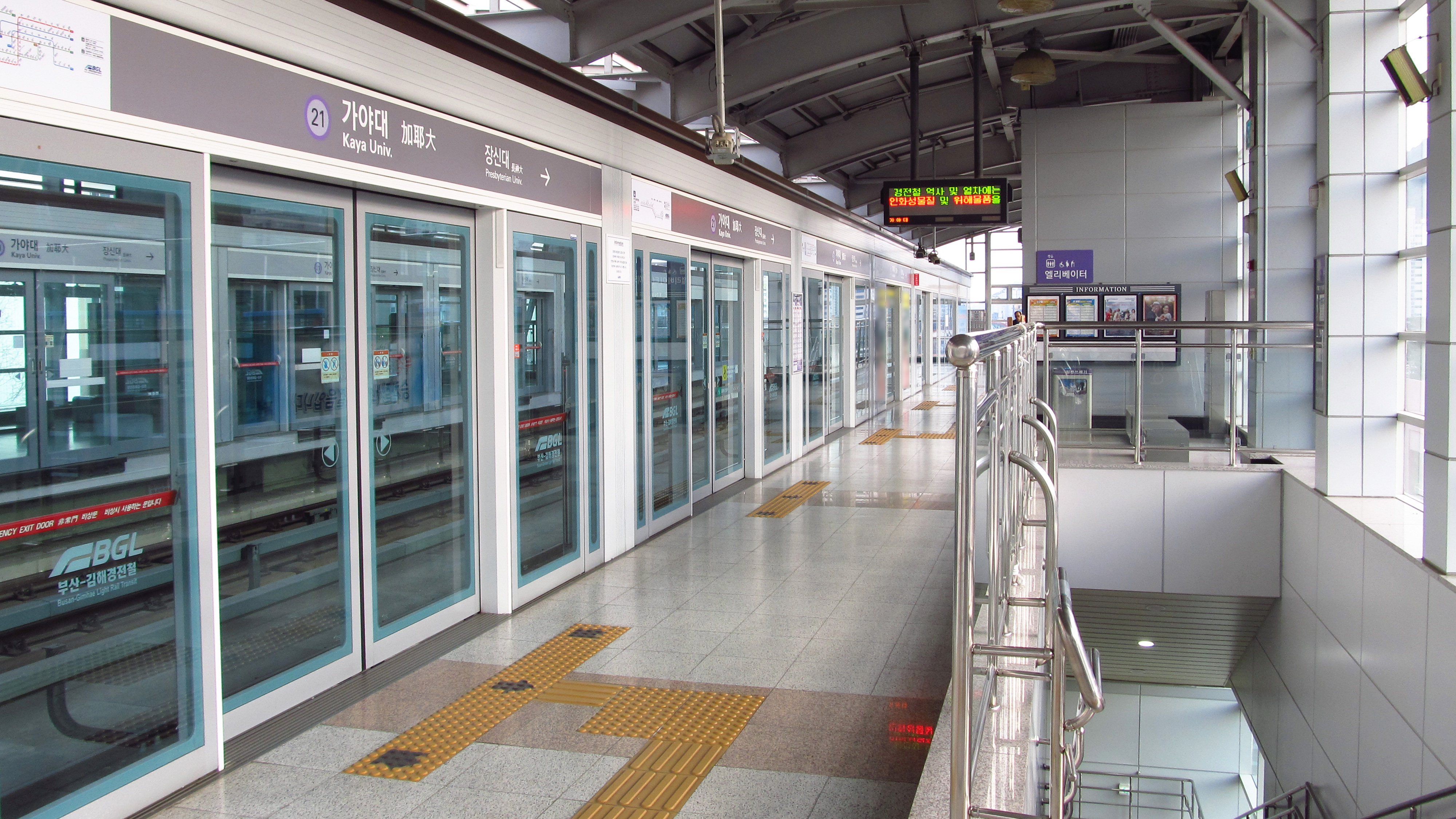
候車月台
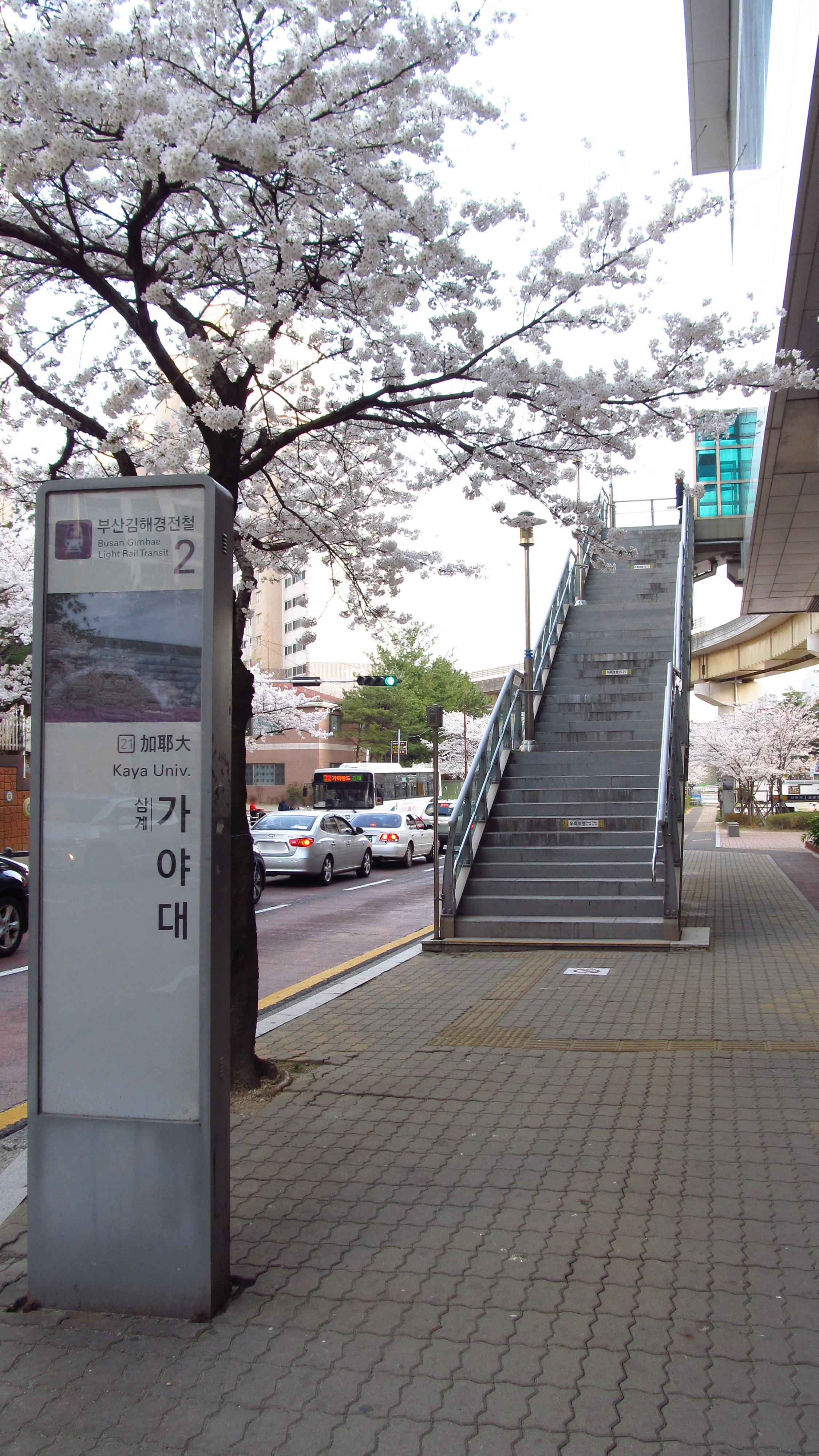
2號出口

## 相鄰車站
釜山-金海輕電鐵
●釜山－金海轻电铁
長神大（20）－加耶大（21）